# Die Olsenbande in der Klemme
Die Olsenbande in der Klemme ist der zweite Film mit der Olsenbande.

## Handlung

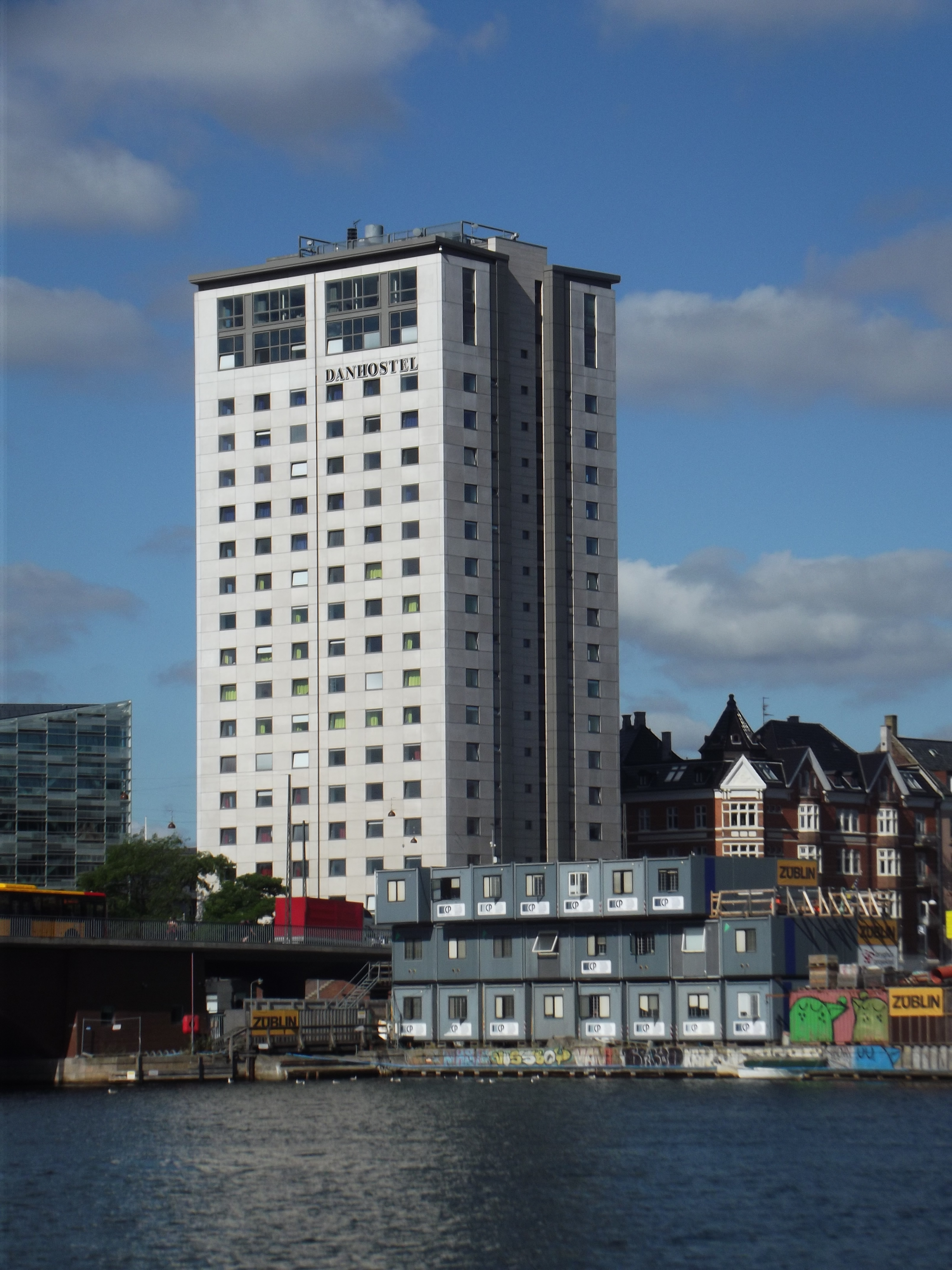
Im damaligen Hotel Europa – heute Danhostel Copenhagen City – steigen im Film die amerikanischen Gangster ab

Der Film beginnt damit, wie die Olsenbande erfolglos eine Sparkasse auszurauben versucht, wobei Bandenchef Egon wieder einmal verhaftet wird. Zum Entsetzen seiner Bandenmitglieder schwört er während seines Gefängnisaufenthaltes dem Verbrechen ab und will nach seiner Haftentlassung mit ehrlicher Arbeit Geld verdienen. Verantwortlich dafür ist die attraktive Sozialfürsorgerin Bodil Hansen. Sie vermittelt Egon eine Stelle am Fließband einer Spielwarenfabrik. Nach anfänglichem Zögern kann Egon zunächst Kjeld und schließlich auch Benny vom Nutzen ehrlicher Arbeit überzeugen, so dass sie schließlich alle drei in der Fabrik arbeiten.
Als jedoch eines Tages unerwartet Bodil Hansen in der Fabrik auftaucht, wird Egon derart von ihrer Erscheinung überwältigt, dass er den Fließbandprozess völlig durcheinanderbringt und daraufhin Benny und Kjeld und alle anderen Mitarbeiter in diesen Schelmenreigen mit einsteigen und die drei daher fristlos entlassen werden. Bodil Hansen ist zunächst enttäuscht, kann den dreien jedoch schließlich Arbeit als Reinigungskräfte im Tresorraum der Nationalbank vermitteln. In der Bank werden sie Zeugen eines spektakulären Einbruchs, bei dem eine besonders gesicherte Beute aus einem Tresor entwendet wird (wie sich später herausstellt, handelt es sich dabei um die dänischen Kronjuwelen, die zur Sanierung der Staatsfinanzen verkauft werden sollen).
Da man die vorbestrafte Olsenbande (außer der es keine weiteren Zeugen gibt) verständlicherweise für die Täter hält, versucht Egon den wahren Räubern – einer Bande amerikanischer Supergangster – die Beute auf eigene Faust abzujagen, wobei die Bande endlich wieder zu ihrer alten Form zurückfindet. Schließlich muss sogar der im Stile von Al Capone auftretende Hintermann, Serafimo Motzarella aus Chicago, nach Dänemark reisen. Der Film endet damit, dass Egon wiederum verhaftet wird, während Bodil Hansen Motzarella in die USA begleitet, der als Makler den Verkauf der Kronjuwelen vermittelt und dafür eine beachtliche Provision bekommt.

## Bedeutung
Der zweite Film der Olsenbandenreihe stellt zwischen dem ersten Teil, der noch recht wenig mit dem Flair der späteren Filme zu tun hatte, und dem dritten, ab dem das Handlungskonzept der Nachfolgefilme in weiten Teilen vorhanden ist, ein Zwischenglied dar. Kjeld und Yvonne sind nun in Valby zu Hause, einem kleinstädtisch geprägten Stadtteil Kopenhagens, der viel zur Atmosphäre der folgenden Olsenbandenfilme beitrug. Bordellbesuche der Bandenmitglieder kommen nicht mehr vor, auch wenn sie sich zur Besprechung nach wie vor nicht in Kjelds Wohnung, sondern in Hansens Kneipe treffen. Yvonne ist weiterhin nur eine von vielen Nebenfiguren, die weibliche Hauptrolle des Films ist eindeutig Bodil Hansen.

## Kritiken
„Etwas langatmige dänische Komödie mit ironischem Dialog, einigen witzigen Einfällen und viel anspruchlosem Klamauk.“

„… Das wird so gekonnt witzig gebracht, daß es ein reines Vergnügen ist. Elemente der Slapstick-Komödie sind hübsch eingesetzt, der Dialog ist munter, ohne das mit Penetranz zu sein. Es gibt herrliche Szenen: etwa die in einer Spielwarenfabrik, wo die drei als Ballprüfer arbeiten und wo sich die Fließbandordnung in befreites Spiel auflöst. Allein diese Szene, die große Vorbilder aktualisiert … lohnt den Besuch. Wenn man will, läßt sich das sogar tiefsinnig interpretieren, als Beitrag zur 'entfremdeten Arbeit'.“

## Deutsche Synchronisationen
Wie alle Olsenbandenfilme wurde der Film in der DDR durch die DEFA synchronisiert. Klaus Mertens hatte seinen einzigen Auftritt als Egon-Stimme, Benny und Kjeld wurden wieder von Peter Dommisch und Erhard Köster synchronisiert. Der spätere Egon-Synchronsprecher Karl Heinz Oppel sprach erneut Mortensen; Bodil Hansen wurde von Gudrun Jochmann, Motzarella von Walter Niklaus gesprochen. Der einen Film später ausnahmsweise Kjeld synchronisierende Helmut Müller-Lankow sprach in diesem Film den Dynamit-Harry.
In Westdeutschland wurden der erste und der zweite Film 1970 zu dem 86-minütigen Film Die Panzerknackerbande zusammengeschnitten, synchronisiert und in den Kinos gezeigt. Hier sprachen Wolf Rahtjen für Egon, Horst Sachtleben für Benny, Alexander Welbat für Karlchen (Kjeld), Eckart Dux für Mortensen, Kathrin Ackermann für Monika (Bodil) Hansen und Arnold Marquis für Motzarella.

## Auszeichnungen
- Preben Kaas erhielt eine Bodil als bester Darsteller.